# 斯圖亞特·費爾德曼
斯圖亞特·費爾德曼，著名計算機科學家。他在UNIX系統上，開發出最早的 make 工具程式，以及第一個 FORTRAN 77編譯器。 曾服務於貝爾實驗室，擔任過IBM 軟體部門副總裁，現在 google工作。
2006年至2008年間，擔任计算机协会主席。

## 生平
他在普林斯頓大學取得天体物理学學士，在麻省理工大學，取得應用數學博士學位。
1977年，在貝爾實驗室中，開發出 make 工具程式。2003年，因发明了这样一个重要的工具而接受了美国计算机协会（ACM）颁发的软件系统奖。